# Imazapyre

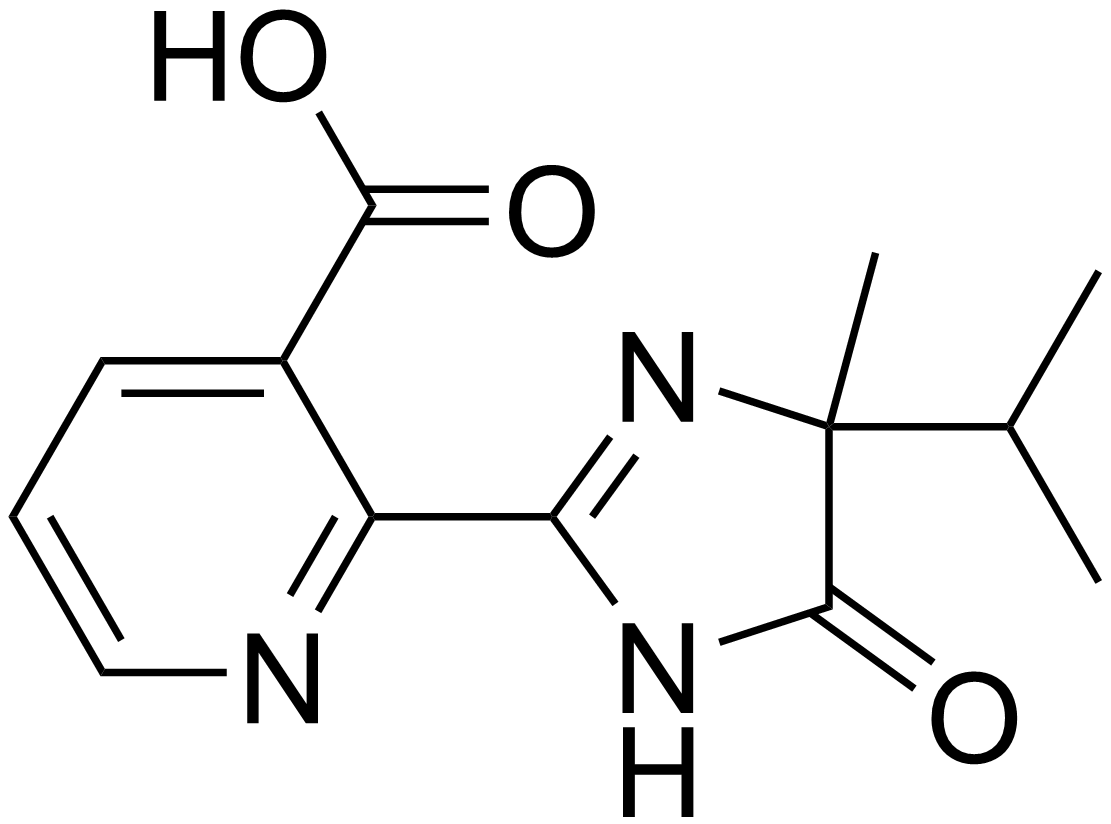
Structure de la molécule d'izamapyre.

L'imazapyre (orthographié aussi « imazapyr ») ou acide (RS)-2-(4-méthyl-5-oxo-4-propan-2-yl-1H-imidazol-2-yl)pyridine-3-carboxylique (IUPAC), est un composé organique de formule C13H15N3O3 appartenant à la famille chimique des imidazolines. Cette substance est utilisée comme matière active d'herbicides totaux commercialisés sous diverses marques.
Cet herbicide est classé dans le groupe B (inhibiteurs de l'enzyme acétolactate synthase ou ALS) de la classification HRAC des herbicides.

## Utilisation
L'imazapyre est utilisé pour lutter contre une large gamme de mauvaises herbes, aussi bien des plantes annuelles terrestres, mono- et dicotylédones, que des plantes ligneuses et des plantes aquatiques émergées ou amphibies.
On l'utilise pour éliminer Notholithocarpus densiflorus (chêne à tan) et Arbutus menziesii (arbousier d'Amérique).
En outre, l'imazapyre est utilisé pour éliminer des buissons, des plantes grimpantes et de nombreux arbres à feuilles caduques.

## Mode d'action
L'imazapyre est absorbé par les feuilles et les racines, et se déplace rapidement dans la plante. Cette substance s'accumule dans les régions méristématiques (zones de croissance active) de la plante.
Chez les plantes, l'imazapyre perturbe la  synthèse des protéines et interfère dans la croissance des cellules et la synthèse de l'ADN.

## Préparations commerciales
L'imazapyre est l'une des substances actives, avec le glyphosate, de la préparation commerciale de marque Roundup GroundClear. Une autre substance proche, l'imazapic, est l'une des substances actives du Roundup Extended Control.
Ces deux substances actives sont des herbicides totaux, de longue durée et efficaces contre les mauvaises herbes.
Toutefois ces substances sont solubles dans l'eau et susceptibles, selon le type de sol et les conditions d'humidité, de migrer dans des zones où elles n'ont pas été pulvérisées.
Certaines plantes cultivées sont particulièrement sensibles et peuvent être atteintes.
Parmi les espèces sensibles figurent le frêne, le tilleul et le cerisier, ainsi que le laurier-rose.